# فرانسيس فوي
فرانسيس فوي (بالإنجليزية: Frances Foy)‏ هي رسامة أمريكية، ولدت في 11 أبريل 1890، وتوفيت في 1963.